# Michail Sergejewitsch Kolesnikow
Michail Sergejewitsch Kolesnikow (russisch Михаил Сергеевич Колесников; * 14. Oktober 1918 im Dorf Iljinka, Gouvernement Samara; † 16. Dezember 2012 in Moskau) war ein sowjetischer Schriftsteller.

## Biografie
Kolesnikow stammte aus einer Arbeiterfamilie und verbrachte seine Kindheit in der Region Sawolschje. Die Fachschule für Geologie schloss er in Saratow ab. Nachdem er 1939 eine Offiziersschule in Leningrad abgeschlossen hatte, nahm er an den Kampfhandlungen am Fluss Chalchin Gol im September 1939 teil. Im Zweiten Weltkrieg gehörte er der 17. Armee, die Teil der Transbaikalfront war, an. 1942 trat er in die KPdSU ein, deren Mitglied er bis 1991 blieb. Nach Ende des Zweiten Weltkriegs verblieb er in den Streitkräften, gehörte u. a. als Politoffizier dem Heer sowie der Marine an. Nach dem Abschluss der Militärpolitischen Lenin-Akademie (Redakteursfakultät) 1952 arbeitete er in den Strukturen der sowjetischen Streitkräfte für den Marineverlag (Военно-морское издательство) und verschiedene Zeitungen u. a. Snamja. Er reiste viel in Sibirien, dem Fernen Osten, der Mongolei und China. 1954 wurde er Mitglied des Schriftstellerverbands der UdSSR. Im Rang eines Polkowniks schloss er sich 1962 der Reserve an und beendete seinen aktiven Dienst in den Streitkräften. Anschließend erhielt er eine Ingenieursausbildung. Er schrieb auf Russisch, sprach allerdings auch Mongolisch. Er lebte in Moskau und starb im Alter von 94 Jahren am 16. Dezember 2012. Neben seiner Ehefrau Marija Wassiljewna Kolesnikowa, die bereits 2008 verstorben war, wurde er auf dem Moskauer Perepetschinski Friedhof beigesetzt.

## Werk
Das Werk Kolesnikows umfasst viele Novellen, aber auch mehrere biografische Texte und Romane. Sie behandeln oft Themen aus der Arbeiterklasse, der wissenschaftlich-technischen Revolution in der Sowjetunion oder dem Kriegs- und Soldatenmillieu. Einige seiner Werke wurden ins Deutsche übersetzt:
- Атомград. Verlag des ZK der Komsomol „Molodaja Gwardija“, Moskau 1966
  - Atomstadt: Aufzeichnungen des Professors Korostyljow. Buchverlag Der Morgen, Berlin 1974 (übersetzt von Gerhard Dick und Ortwin Schubert)
- Все ураганы в лицо. Wojenisdat, Moskau 1969
  - Antlitz im Sturm. Militärverlag der DDR, Berlin 1978 (übersetzt von Bernhard Bielefeld)
- Без страха и упрека. Wojenisdat, Moskau 1971 (zusammen mit seiner Ehefrau Marija Kolesnikowa)
  - Tschapajews Kommissar. Militärverlag der DDR, Berlin 1975 (übersetzt von Bernhard Bielefeld)
    - Meuterei in Werny. Militärverlag der DDR, Berlin 1977 (separate Veröffentlichung als Nr. 221 in der Erzählerreihe)
- Право выбора. Profisdat, Moskau 1971
  - Das Recht der Wahl. Aufbau Verlag, Weimar 1974 (übersetzt von Wilhelm Plackmeyer)
- Миртовое кольцо. Wojenisdat, Moskau 1972
  - Der Myrtenring. Militärverlag der DDR, Berlin 1981 (übersetzt von Bernhard Bielefeld)

Eine Auswahl weiterer Publikationen finden sich in der folgenden Klappbox:
Romane
- Удар, рассекающий горы. Verlag des ZK der Komsomol „Molodaja Gwardija“, Moskau 1957
- Изотопы для Алтунина. Verlag Chudoscheswennaja Literatura in der Literaturzeitschrift „Roman-Gaseta“, Moskau 1974
- Опора для радуги. Verlag Moskowski Rabotschi, Moskau 1974 (Doppelband mit Romanen Индустриальная баллада und Изотопы для Алтунина)
- Ищу свою высоту. Verlag Sowremennik, Moskau 1975
- Алтунин принимает решение. Verlag Chudoscheswennaja Literatura in der Literaturzeitschrift „Roman-Gaseta“, Moskau 1976
- С открытым забралом. Wojenisdat, Moskau 1977
- Школа министров. Verlag Chudoscheswennaja Literatura in der Literaturzeitschrift „Roman-Gaseta“, Moskau 1978
- Отчизны верный сын. Wojenisdat, Moskau 1989, ISBN 5-203-00376-9

Novellen
- Счастливый оазис. Verlag des ZK der Komsomol „Molodaja Gwardija“, Moskau 1953
- Повести о дружбе. Verlag des ZK der Komsomol „Molodaja Gwardija“, Moskau 1955 (enthält Novellen В городе долгой весны und Счастливый оазис)
- Рудник Солнечный. Verlag des ZK der Komsomol „Molodaja Gwardija“, Moskau 1959
- Под пальмами Индонезии. Zeitschrift Sowjetski Morjak, Moskau 1960
- Неустрашимый. Wojenisdat, Moskau 1963
- Розовые скворцы. Verlag des ZK der Komsomol „Molodaja Gwardija“, Moskau 1964
- Пальмы и океан. Wojenisdat, Moskau 1965 (enthält Novellen Пальмы и океан und Миртовое кольцо)
- Кто зажигал звезды. Zeitschrift Pogranitschnik, Moskau 1971 (zusammen mit seiner Ehefrau Marija Kolesnikowa)
- Манчьжурская тетрадь. Wojenisdat, Moskau 1975
- Экспедиция идет к цели. Detskaja literatura, Moskau 1977 (zusammen mit seiner Ehefrau Marija Kolesnikowa)
- Наш друг Ика: Повесть о разведчике Рихарде Зорге. Detskaja literatura, Moskau 1979 (zusammen mit seiner Ehefrau Marija Kolesnikowa)
- Перстень вьюги. Приключенческая повесть. Detskaja literatura, Moskau 1984 (zusammen mit seiner Ehefrau Marija Kolesnikowa)
- Великая мелодия. Sowremennik, Moskau 1988, (enthält Novellen Последние грозы, Великая мелодия und Реквием), ISBN 5-270-00053-9

Erzählungen
- Пылающие дюны. Wojenisdat, Мoskau 1957 (enthält Erzählungen Пылающие дюны, Глубяны морские, Поединок und А море шумит не смолкая...)
- Большие расстояния. Wojenisdat, Moskau 1961 (enthält Erzählungen А море шумит не смолкая..., На крутой волне, Высота Андрея Кошелева, Биение твоего сердца, Рука друга, Далекий брат, Цзинь Цю – Золотая осень, Мы торопились домой, Когда цветает миндаль, Говорящее письмо, На пределе, Глубины морские und Большие расстояния)
- Жизнь без аплодисментов. Wojenisdat, Moskau 1968 (enthält Novellen За огненными лосями, Пальмы в океане und Таким был Рихард Зорге sowie Erzählungen На пределе, А море шумит не смолкая... und На крутой волне)

Biografien
- Suche-Bator. Verlag des ZK der Komsomol „Molodaja Gwardija“ in der Reihe „Aus dem Leben bemerkenswerter Menschen“, Moskau 1959
- Miklucho-Maklai. Verlag des ZK der Komsomol „Molodaja Gwardija“ in der Reihe „Aus dem Leben bemerkenswerter Menschen“, Moskau 1961
- Diponegoro. Verlag des ZK der Komsomol „Molodaja Gwardija“ in der Reihe „Aus dem Leben bemerkenswerter Menschen“, Moskau 1962
- Lobatschewski. Verlag des ZK der Komsomol „Molodaja Gwardija“ in der Reihe „Aus dem Leben bemerkenswerter Menschen“, Moskau 1965
- Таким был Рихард Зорге. Wojenisdat, Moskau 1965 (zusammen mit seiner Ehefrau Marija Kolesnikowa)
- Друзья и соратники Зорге. Verlag der politischen Verwaltung der Grenzsoldaten beim Ministerrat der UdSSR, Moskau 1966
- Richard Sorge. Verlag des ZK der Komsomol „Molodaja Gwardija“ in der Reihe „Aus dem Leben bemerkenswerter Menschen“, Moskau 1971

Aus der Altunin-Trilogie wurden zwischen 1975 und 1980 auf Russisch Hörbücher und Hörspiele aufgenommen und im Radio ausgestrahlt. Die Romane „Isotope für Altunin“ (Изотопы для Алтунина) und „Altunin trifft eine Entscheidung“ (Алтунин принимает решение) wurden 1974 von Boris Tolmasow bzw. 1975 von Leonid Markow gelesen. In den Jahren 1977 und 1978 folgte in zwei Teilen der Roman „Schule der Minister“ (Школа министров), der von Wladimir Andrejew (1977) und Wjatscheslaw Raszwetajew (1978) gelesen wurde. Darüber hinaus existieren Hörspiele nach den Motiven dieser Bücher.

## Ehrungen
- Orden des Roten Banners der Arbeit[5]
- Orden des Roten Sterns, erhalten 1951
- Orden der Völkerfreundschaft[5]
- Orden des Vaterländischen Krieges, II. Klasse, erhalten 1985
- Medaille „Sieg über Deutschland“, erhalten 1945
- Medaille „Für den Sieg über Japan“, erhalten 1945
- Medaille „Für Verdienste im Kampf“, erhalten 1947
- Literaturpreis des Verteidigungsministeriums der UdSSR für die Romane Tschapajews Kommissar und Antlitz im Sturm, erster Preis, 1972[4]